# Huzová
Huzová (en 1869 : Německá Husová ; de 1880 à 1910 : Německá Huzová ; de 1921 à 1951 : Německá Húzová ; en allemand : Deutsch Hause) est une commune du district et de la région d'Olomouc, en République tchèque. Sa population s'élevait à 563 habitants en 2023.

## Géographie
Huzová est arrosée par la Sitka et se trouve à 10 km au nord d'Šternberk, à 26 km au nord d'Olomouc, à 70 km à l'ouest d'Ostrava et à 207 km à l'est-sud-est de Prague.
La commune est limitée par Jiříkov à l'ouest et au nord-ouest, par Ryžoviště au nord et au nord-est, par Dětřichov nad Bystřicí à l'est, par Šternberk et Mutkov au sud, et par Paseka à l'ouest.

## Histoire
La première mention écrite de la localité date de 1141.

## Administration
La commune se compose de trois sections :
- Huzová
- Arnoltice
- Veveří

## Transports
Par la route, Huzová se trouve à 13 km de Šternberk, à 31 km d'Olomouc et à 244 km de Prague.